# Alicia Blagg
Pour les articles homonymes, voir Blagg.
Alicia Jane Blagg, née le 21 octobre 1996 à Wakefield (Angleterre), est une ancienne plongeuse britannique.

## Jeunesse
Étudiante de l'Université de Miami, elle obtient un diplôme en criminologie et sociologie.

## Carrière
En 2010, elle est la plus jeune anglaise a remporter deux médailles d'or aux Championnats nationaux de plongeon sur le plongeon à 1 m et à 3 m. La même année, elle participe aux Jeux du Commonwealth à Delhi, où elle termine 8e du plongeon à 1 m, 10e du plongeon à 3 m et 4e du plongeon synchronisé à 3 m.
Aux Jeux olympiques de 2012, Alicia Blagg participe à l'épreuve de plongeon synchronisé à 3 m avec sa partenaire Rebecca Gallantree. La duo remporte 285,60 points et termine 7e de la finale, loin derrière le duo chinois.
L'année suivante, elle se blesse au poignet — blessure qui nécessite une intervention chirurgicale — mais se remet mal et doit obtenir des injections de cortisone pour concourir aux Jeux du Commonwealth de 2014. Elle remporte l'or sur le plongeon synchronisé à 3 m avec sa partenaire Gallantree, avec un dernier plongeon qui leur offre 72.54 points et la 1re place avec un total de 300.24 points. Elle battent les Canadiennes Jennifer Abel et Pamela Ware (295.65 points) et les Australiennes Maddison Keeney et Anabelle Smith (294.72 points).
En 2016, toujours en plongeon synchronisé à 3 m avec Rebecca Gallantree, le duo termine 6e avec 292.83 points des Jeux de Rio. Aux Europe 2016, elle termine à la seconde place du plongeon synchronisé à 3 m avec sa partenaire Gallantree.
Lors des Championnats d'Europe 2018, elle remporte la médaille d'argent du plongeon à 3 m, à seulement 1,70 point de la 1re, sa compatriote Grace Reid et juste devant l'Allemande Tina Punzel. Lors des Jeux du Commonwealth à Gold Coast, Alicia Blagg remporte l'argent sur le plongeon synchronisé à 3 m avec Kat Torrance (276,90 points), derrière les Australiennes Esther Qin et Georgia Sheehan (284,10 points) et les Malaisiennes Leong Mun Yee et Nur Dhabitah Sabri (264,90 points).
En 2019, elle subit une opération de l'épaule pour soigner une déchirure du labrum. Après son opération, elle annonce espérer s'en remettre pour pouvoir participer aux Jeux olympiques d'été de 2020. Finalement, le 6 juillet 2020, elle annonce prendre sa retraite sportive à 23 ans après n'avoir pas réussi à se remettre correctement de l'opération. Elle n'est alors plus capable de lever son bras au dessus du niveau de son épaule.

## Résultats
| Date | Compétition                   | Lieu           | Place | Course                   |
| ---- | ----------------------------- | -------------- | ----- | ------------------------ |
| 2010 | Jeux du Commonwealth          | Delhi          | 8e    | Tremplin 1 m             |
| 2010 | Jeux du Commonwealth          | Delhi          | 10e   | Tremplin 3 m             |
| 2010 | Jeux du Commonwealth          | Delhi          | 4e    | Tremplin synchronisé 3 m |
| 2010 | Championnats d'Europe         | Budapest       | 5e    | Tremplin synchronisé 3 m |
| 2012 | Championnats d'Europe         | Eindhoven      | 11e   | Tremplin 1 m             |
| 2012 | Championnats d'Europe         | Eindhoven      | 5e    | Tremplin synchronisé 3 m |
| 2012 | Jeux olympiques               | Londres        | 7e    | Tremplin synchronisé 3 m |
| 2012 | Championnats du monde juniors | Adélaïde       | 2e    | Tremplin synchronisé 3 m |
| 2013 | Championnats d'Europe         | Rostock        | 11e   | Tremplin 1 m             |
| 2013 | Championnats d'Europe         | Rostock        | 8e    | Tremplin 3 m             |
| 2013 | Championnats d'Europe juniors | Poznań         | 1re   | Tremplin 1 m             |
| 2013 | Championnats d'Europe juniors | Poznań         | 1re   | Tremplin 3 m             |
| 2013 | Championnats du monde         | Barcelone      | 6e    | Tremplin synchronisé 3 m |
| 2014 | Jeux du Commonwealth          | Glasgow        | 1re   | Tremplin synchronisé 3 m |
| 2014 | Jeux du Commonwealth          | Glasgow        | 7e    | Tremplin 3 m             |
| 2014 | Jeux du Commonwealth          | Glasgow        | 10e   | Tremplin 1 m             |
| 2014 | Championnats d'Europe         | Berlin         | 11e   | Tremplin 3 m             |
| 2014 | Championnats d'Europe         | Berlin         | 6e    | Tremplin synchronisé 3 m |
| 2015 | Championnats d'Europe         | Rostock        | 9e    | Tremplin 3 m             |
| 2015 | Championnats du monde         | Kazan          | 10e   | Tremplin synchronisé 3 m |
| 2016 | Jeux olympiques               | Rio de Janeiro | 6e    | Tremplin synchronisé 3 m |
| 2016 | Championnats d'Europe         | Londres        | 2e    | Tremplin synchronisé 3 m |
| 2018 | Jeux du Commonwealth          | Gold Coast     | 7e    | Tremplin 1 m             |
| 2018 | Jeux du Commonwealth          | Gold Coast     | 8e    | Tremplin 3 m             |
| 2018 | Jeux du Commonwealth          | Gold Coast     | 2e    | Tremplin synchronisé 3 m |
| 2018 | Championnats d'Europe         | Glasgow        | 2e    | Tremplin 3 m             |